# Лемберг при Шмарју
Лемберг при Шмарју (словен. Lemberg pri Šmarju) је насељено место у општини Шмарје при Јелшах, Савињска регија, Словенија.

## Историја
До територијалне реорганизације у Словенији био је у саставу старе општине Шмарје при Јелшах.

## Становништво
У попису становништва из 2011. године, Лемберг при Шмарју је имао 126 становника.
| Број становника према пописима | Број становника према пописима | Број становника према пописима |
| ------------------------------ | ------------------------------ | ------------------------------ |
| 1991                           | 2002                           | 2011                           |
| 141                            | 136                            | 126                            |

Напомена: До 1953. исказивано под именом Лемберг.

## Галерија
- Римокатоличка црква "Св. Панкратије"
- детаљ из центра
- детаљ
- мотокрос центар
- место где је некада стајао стари град „Лемберг“.